# Shorea guiso
Espèce
Synonymes
- Anisoptera guiso (Blanco) A.DC.[1],[2]
- Dipterocarpus guiso (Blanco) Blanco[1],[2]
- Isoptera burckii Boerl.[1]
- Mocanera guiso Blanco (basionyme)[1],[2]
- Shorea longipetala Foxw.[1]
- Shorea pierrei Hance[1]
- Shorea vidaliana Brandis[1]
- Shorea vulgaris Pierre ex Laness.[1]

Statut de conservation UICN

 VU A2cd : Vulnérable
Shorea guiso est une espèce de plantes du genre Shorea de la famille des Dipterocarpaceae.